# Cerbois
Cerbois é uma comuna francesa na região administrativa do Centro, no departamento Cher. Estende-se por uma área de 18,41 km². Em 2010 a comuna tinha 430 habitantes (densidade: 23,4 hab./km²).